# جهاز أمن الدولة (قطر)
جهاز أمن دولة قطر هو وكالة من وكالات المخابرات في قطر ويعتبر فرع من فروع وزارة الداخلية القطرية.

## تأسيس الجهاز
تم إنشاء الجهاز في عام 2004، بعدما تم دمج جهاز المخابرات والتحقيق القطري وجهاز المباحث القطري.

## مهامه
مهمه الجهاز إجراء التحقيقات الأمنية الداخلية، وجمع المعلومات الاستخبارية، والمسؤولية الرئيسية للجهاز حماية الدولة من حالات التحريض والتجسس.